# Бања (Фојница)
Бања је насељено место у Босни и Херцеговини у општини Фојница. Административно припада Федерацији Босне и Херцеговине, односно њеном Средњобосанском кантону. Према попису становништва из 2013. у насељу је било 34 становника, а већинску популацију у насељу чинили су Хрвати.

## Становништво
По последњем службеном попису становништва из 2013. године у насељу је живело 34 становника, а село је било етнички хомогено са већинском хрватском популацијом.
| Националност | 2013. | 1991.        | 1981.        | 1971.        |
| Бошњаци      | —     | 74 (33,33%)  | 0            | 4 (3,41%)    |
| Хрвати       | —     | 144 (64,86%) | 128 (98,46%) | 113 (96,58%) |
| Југословени  | —     | 1 (0,45%)    | 0            | 0            |
| остали       | —     | 3 (1,35%)    | 2 (1,53%)    | 0            |
| Укупно       | 34    | 222          | 130          | 117          |